# Élections constituantes de 1946 dans le Calvados
Les élections constituantes françaises de 1946 se tiennent le 2 juin. Ce sont les deuxièmes élections constituantes, après le rejet du projet de Constitution française du 19 avril 1946 lors du référendum du 5 mai.

## Mode de scrutin
L'assemblée constituante est composée de 586 sièges pourvus au scrutin proportionnel plurinominal suivant la règle de la plus forte moyenne dans chaque département, sans panachage ni vote préférentiel.
Dans le département du Calvados, cinq députés sont à élire.

## Élus
| Député sortant       | Parti | Parti | Député élu ou réélu | Parti | Parti |
| -------------------- | ----- | ----- | ------------------- | ----- | ----- |
| Adrien Rophé         |       | SFIO  | Adrien Rophé        |       | SFIO  |
| Jean-Marie Louvel    |       | MRP   | Jean-Marie Louvel   |       | MRP   |
| Georges Lemarchand   |       | MRP   | Georges Lemarchand  |       | MRP   |
| Philippe Livry-Level |       | MRP   | André Lenormand     |       | PCF   |
| Joseph Laniel        |       | PRL   | Joseph Laniel       |       | PRL   |

## Résultats

### Résultats à l'échelle du département
| Parti    | Parti    | Tête de liste     | Résultats | Résultats | Sièges |  |
| Parti    | Parti    | Tête de liste     | Voix      | %         |        |  |
| -------- | -------- | ----------------- | --------- | --------- | ------ |  |
|          | MRP      | Jean-Marie Louvel | 74 931    | 41,57     | 2      |  |
|          | PRL      | Joseph Laniel     | 34 796    | 19,30     | 1      |  |
|          | PCF      | André Lenormand   | 29 055    | 16,12     | 1      |  |
|          | SFIO     | Adrien Rophé      | 27 381    | 15,19     | 1      |  |
|          | RGR      | Marc Jacquet      | 14 099    | 7,82      | -      |  |
|          |          |                   |           |           |        |  |
| Inscrits | Inscrits | Inscrits          | 165 500   | 100,00    | 5      |  |
| Votants  | Votants  | Votants           | 131 833   | 79,66     |        |  |
| Exprimés | Exprimés | Exprimés          | 129 192   | 98,00     |        |  |